# Martin T3M
Martin T3M byl americký torpédový bombardér používaný námořnictvem Spojených států (US Navy) v 20. letech 20. století. Byl to jednomotorový třímístný dvouplošník, který v rámci US Navy operoval jak z pozemních základen, tak i z letadlových lodí od roku 1926 do roku 1932.

## Vývoj a popis
Společnost Glenn L. Martin Company postavila v roce 1925 75 strojů Martin SC, což byla verze letounu Curtiss CS. Poté byla schopna nabídnout vlastní vylepšený stroj, který požadovalo námořnictvo Spojených států, které vypsalo požadavek na nový torpédový bombardér a průzkumný letoun. Tento letoun, který dostal označení T3M-1, poprvé vzlétnul v červenci 1926.
T3M byl velký jednomotorový dvouplošník, který mohl být opatřen buď klasickým podvozkem záďového typu, nebo plováky. Trup byl sestaven ze svařovaných ocelových trubek namísto nýtované konstrukce letounů CS/SC. Posádku tvořili pilot, bombometčík a zadní střelec. Pilot a bombometčík seděli vedle sebe a střelec za nimi. Letoun byl poháněn motorem Wright T-3B s výkonem 575 k (429 kW). Bylo postaveno 24 strojů T3M-1.
Jelikož měl T3M-1 slabý výkon, měla vylepšená verze instalován mnohem silnější motor Packard 3A-2500 s výkonem 770 k (574 kW). Tato verze, označená T3M-2, měla i vylepšená křídla, přičemž horní i dolní křídlo mělo stejné rozpětí (zatímco T3M-1 měl spodní křídlo s větším rozpětím), chladič byl nahrazen dvojicí chladičů po stranách trupu a všichni členové posádky seděli za sebou v tandemovém uspořádání. Námořnictvo Spojených států objednalo 100 letounů T3M-2, jeden byl vybaven hvězdicovými motory Pratt & Whitney Hornet a později i Wright Cyclone, které dostaly označení XT3M-3 a XT3M-4. Tyto letouny se staly základem letounu Martin T4M, které tyto letouny nakonec nahradily ve službě u námořnictva Spojených států.

## Operační historie

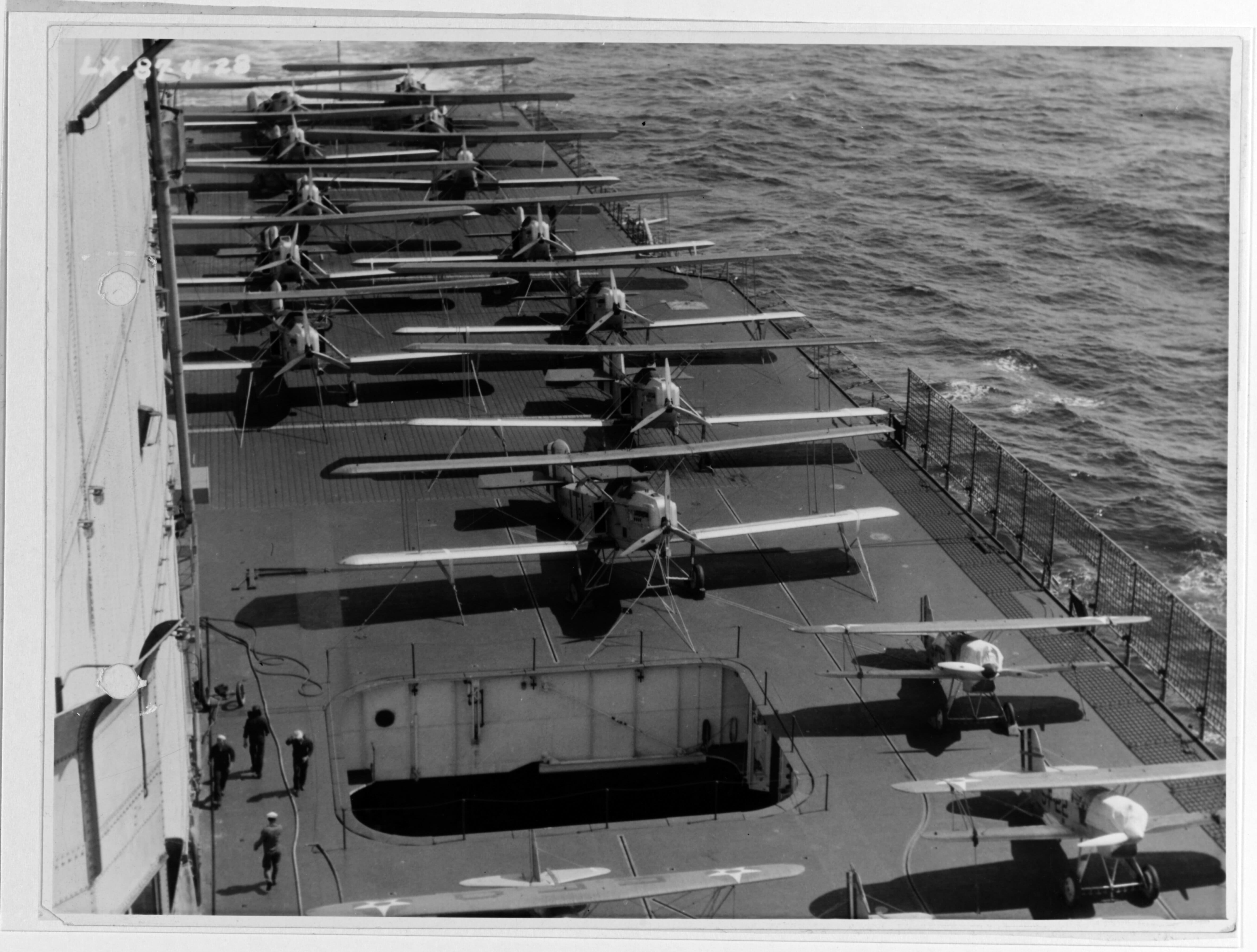
Letouny T3M-2 a Curtiss F6C na palubě letadlové lodi USS Lexington

Dodávky letounů T3M-1 k námořnictvu Spojených států byly zahájeny a září 1926. Stroje T3M-1 nebyly příliš používány a v operační službě byly nahrazeny výkonnějšími stroji T3M-2 v roce 1927. Ačkoliv i stroje T3M-2 byly nahrazeny ve službě v první linii řadovými motory poháněnými stroji T4M, zůstaly v aktivní službě nejméně do roku 1932.

## Varianty

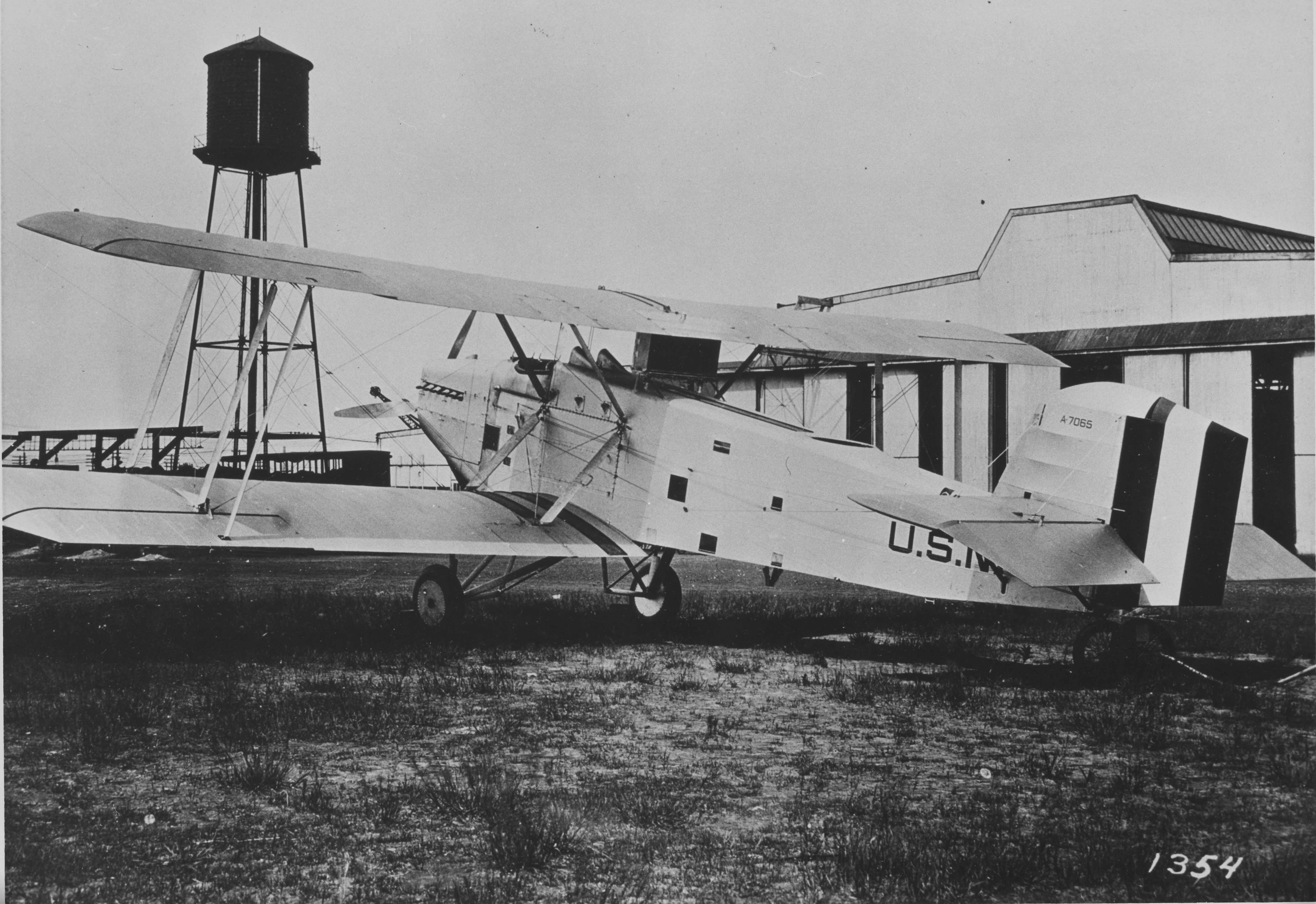
První sériový Martin T3M-1

T3M-1
První výrobní verze poháněná motorem Wright T-3B s výkonem 575 koní (429 kW). Postaveno 24 letounů.
T3M-2
Hlavní výrobní verze poháněná motorem Packard 3A-2500 s výkonem 770 koní (574 kW). Postaveno 100 letounů.
XT3M-3
První letoun T3M-2 poháněný hvězdicovým motorem Pratt & Whitney R-1690 Hornet.
XT3M-4
Letoun XT3M-3 upravený zástavbou motoru Wright R-1750 Cyclone.

## Specifikace (T3M-2)

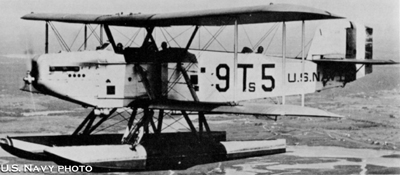
T3M-2

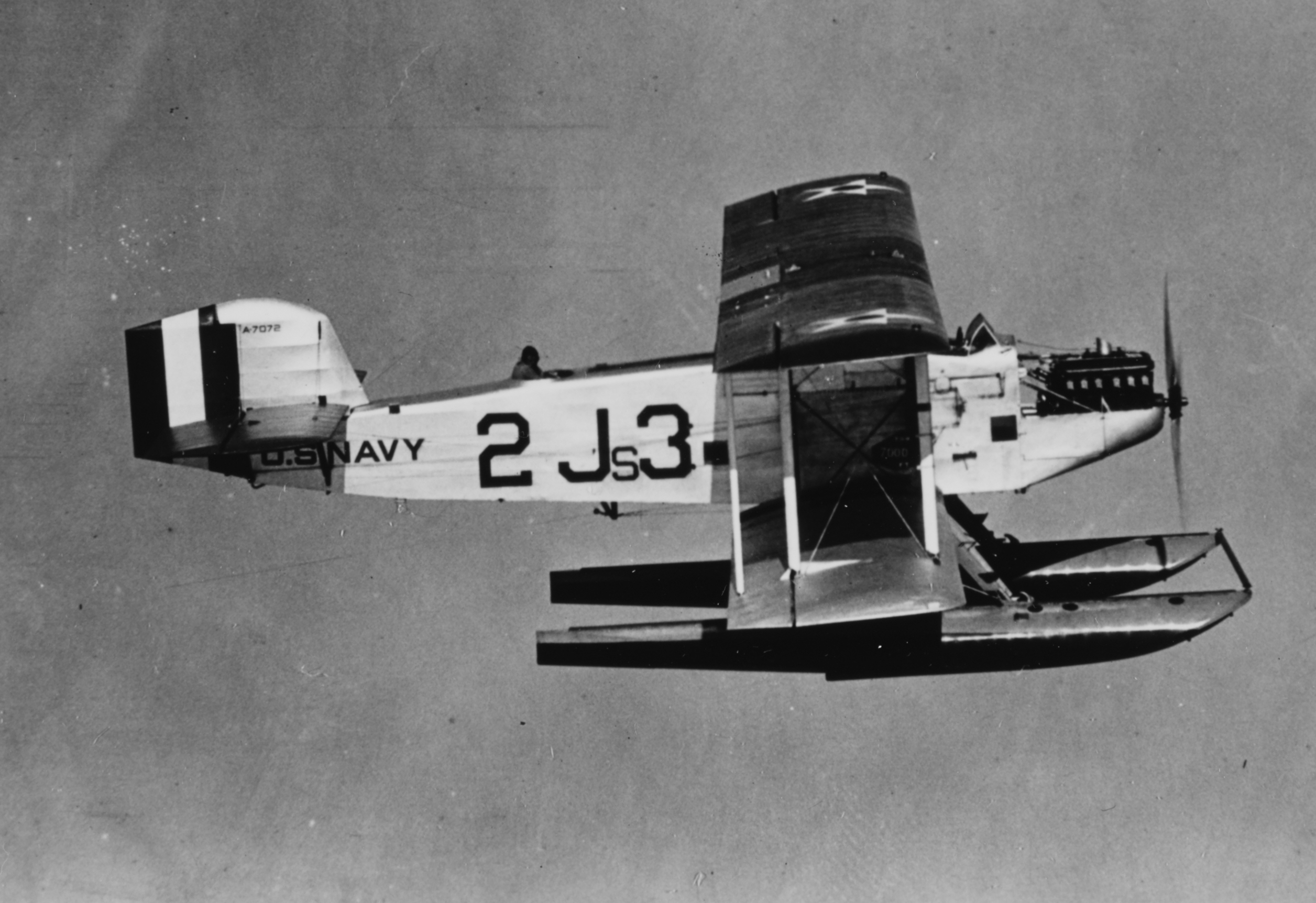
Martin T3M-1 jednotky VJ-2S

Technické údaje pocházejí z publikace „United States Navy Aircraft since 1911“.

### Technické údaje
- Posádka: 3
- Rozpětí: 17,25 m
- Délka: 12,60 m
- Výška: 4,60 m
- Nosná plocha: 82,1 m²
- Plošné zatížení: 52,6 kg/m²
- Prázdná hmotnost: 2 643 kg
- Vzletová hmotnost: 4 320 kg
- Pohonná jednotka: 1× řadový motor Packard 3A-2500
- Výkon pohonné jednotky: 770 k (574 kW)

### Výkony
- Cestovní rychlost: ? km/h ve výšce ? m
- Maximální rychlost: 175 km/h (109 mph, 95 uzlů) ve výšce ? m
- Dolet: 1 020 km (551 námořních mil)
- Dostup: 2 400 m (7 900 stop)
- Výstup do 5 000 stop: 16,8 minut
- Poměr výkon/hmotnost: 0,13 kW/kg

### Výzbroj
- 1× kulomet ráže 7,62 mm v zadním kokpitu
- 1× torpédo nebo bomby pod trupem

## Uživatelé
Spojené státy
- United States Marine Corps[6]
- United States Navy

#### Související vývoj
- Curtiss CS/Martin SC
- Martin T4M/Great Lakes TG

#### Podobná letadla
- Blackburn Ripon
- Mitsubishi B2M